# Reggie Williams (cestista 1964)
Reggie Williams (Baltimora, 5 marzo 1964) è un ex cestista e allenatore di pallacanestro statunitense, professionista NBA.

## Carriera
Dopo aver giocato a livello di scuola superiore per la Dunbar High School di Baltimora (Maryland), passò alla Georgetown University dove spese quattro stagioni viaggiando a 15,3 punti e 6,4 rimbalzi di media a partita. Nell'anno da freshman fece parte dalla squadra degli Hoyas campioni NCAA con Patrick Ewing.
Finita la carriera collegiale venne scelto dalla NBA nel draft NBA del 1987 al primo giro con il numero 4 dai Los Angeles Clippers.
In 10 stagioni giocate nella NBA ha una media di 12,5 punti e 4,0 rimbalzi a partita.

## Statistiche

### College
| Anno      | Squadra          | PG  | PT  | MP   | TC%  | 3P%  | TL%  | RP  | AP  | PRP | SP  | PP   |
| --------- | ---------------- | --- | --- | ---- | ---- | ---- | ---- | --- | --- | --- | --- | ---- |
| 1983-1984 | Georgetown Hoyas | 37  | 9   | 20,6 | 43,3 | -    | 76,8 | 3,5 | 2,2 | 0,9 | 0,3 | 9,1  |
| 1984-1985 | Georgetown Hoyas | 35  | 34  | 29,8 | 50,6 | -    | 75,5 | 5,7 | 2,4 | 1,5 | 0,6 | 11,9 |
| 1985-1986 | Georgetown Hoyas | 32  | 32  | 31,7 | 52,8 | -    | 73,2 | 8,2 | 2,2 | 1,5 | 0,5 | 17,6 |
| 1986-1987 | Georgetown Hoyas | 34  | 34  | 35,4 | 48,2 | 38,6 | 80,4 | 8,6 | 2,7 | 2,1 | 0,6 | 23,6 |
| Carriera  | Carriera         | 138 | 109 | 29,2 | 49,0 | 38,6 | 76,8 | 6,4 | 2,4 | 1,5 | 0,5 | 15,3 |

### NBA

#### Regular Season
| Anno      | Squadra             | PG  | PT  | MP   | TC%  | 3P%  | TL%  | RP  | AP  | PRP | SP  | PP   |
| --------- | ------------------- | --- | --- | ---- | ---- | ---- | ---- | --- | --- | --- | --- | ---- |
| 1987-1988 | L.A. Clippers       | 35  | 14  | 24,5 | 35,6 | 22,4 | 72,7 | 3,4 | 1,7 | 0,8 | 0,6 | 10,4 |
| 1988-1989 | L.A. Clippers       | 63  | 17  | 20,7 | 43,8 | 28,8 | 75,4 | 2,8 | 1,6 | 1,3 | 0,5 | 10,2 |
| 1989-1990 | L.A. Clippers       | 5   | 5   | 26,6 | 36,8 | 0,0  | 85,7 | 3,0 | 2,0 | 1,8 | 0,2 | 12,0 |
| 1989-1990 | Cleveland Cavaliers | 32  | 12  | 16,9 | 38,1 | 22,2 | 73,2 | 1,9 | 1,2 | 0,7 | 0,3 | 6,8  |
| 1989-1990 | San Antonio Spurs   | 10  | 0   | 6,8  | 45,2 | 0,0  | 66,7 | 0,8 | 0,5 | 0,1 | 0,3 | 4,2  |
| 1990-1991 | San Antonio Spurs   | 22  | 0   | 16,1 | 48,0 | 53,8 | 85,4 | 2,7 | 2,1 | 0,9 | 0,5 | 7,8  |
| 1990-1991 | Denver Nuggets      | 51  | 46  | 30,2 | 44,4 | 32,8 | 84,0 | 4,8 | 1,7 | 1,8 | 0,6 | 16,1 |
| 1991-1992 | Denver Nuggets      | 81  | 80  | 32,4 | 47,1 | 35,9 | 80,3 | 5,0 | 2,9 | 1,8 | 0,8 | 18,2 |
| 1992-1993 | Denver Nuggets      | 79  | 79  | 34,5 | 45,8 | 27,0 | 80,4 | 5,4 | 3,7 | 1,6 | 1,0 | 17,0 |
| 1993-1994 | Denver Nuggets      | 82  | 68  | 32,4 | 41,2 | 27,8 | 73,3 | 4,8 | 3,7 | 1,4 | 0,8 | 13,0 |
| 1994-1995 | Denver Nuggets      | 74  | 70  | 29,7 | 45,9 | 32,0 | 75,9 | 4,4 | 3,1 | 1,5 | 0,9 | 13,4 |
| 1995-1996 | Denver Nuggets      | 52  | 5   | 15,7 | 37,0 | 22,5 | 84,6 | 2,3 | 1,4 | 0,7 | 0,4 | 4,6  |
| 1996-1997 | Indiana Pacers      | 2   | 0   | 16,5 | 22,2 | 0,0  | 50,0 | 3,5 | 1,0 | 0,0 | 0,0 | 2,5  |
| 1996-1997 | N.J. Nets           | 11  | 0   | 15,2 | 40,3 | 27,3 | 80,0 | 2,2 | 0,7 | 0,7 | 0,4 | 6,5  |
| Carriera  | Carriera            | 599 | 396 | 26,7 | 43,7 | 29,8 | 78,4 | 4,0 | 2,5 | 1,3 | 0,7 | 12,5 |

#### Playoffs
| Anno     | Squadra           | PG | PT | MP   | TC%  | 3P%  | TL%  | RP  | AP  | PRP | SP  | PP   |
| -------- | ----------------- | -- | -- | ---- | ---- | ---- | ---- | --- | --- | --- | --- | ---- |
| 1990     | San Antonio Spurs | 9  | 0  | 5,4  | 33,3 | 0,0  | 100  | 1,2 | 0,3 | 0,2 | 0,0 | 2,2  |
| 1994     | Denver Nuggets    | 12 | 12 | 33,8 | 41,6 | 40,0 | 77,1 | 5,1 | 3,5 | 0,8 | 1,0 | 14,3 |
| 1995     | Denver Nuggets    | 3  | 3  | 28,0 | 22,2 | 30,8 | 100  | 5,3 | 4,0 | 1,0 | 0,3 | 8,7  |
| Carriera | Carriera          | 24 | 15 | 22,4 | 37,3 | 36,9 | 81,4 | 3,7 | 2,4 | 0,6 | 0,5 | 9,0  |

## Palmarès

### Giocatore
- McDonald's All-American Game (1983)
- Campione NCAA (1984)
- NCAA AP All-America First Team (1987)